# 1962 à la télévision
| Années de la télévision : 1959 - 1960 - 1961 - 1962 - 1963 - 1964 - 1965    |
| Décennies de la télévision : 1930 - 1940 - 1950 - 1960 - 1970 - 1980 - 1990 |

Cet article présente les faits marquants de l'année 1962 à la télévision.

## Évènements
- 23 juillet : Premier échange de programmes télévisés entre les États-Unis et l’Europe de l’Ouest grâce au satellite Telstar.

### Algérie
- 28 octobre : La Radiodiffusion télévision algérienne (RTA) se substitue à la RTF comme diffuseur national, à la suite de l'indépendance de l'Algérie.

## Émissions
- 9 février : Dernière de l'émission Faire face sur RTF Télévision.
- 17 juillet : Première diffusion de l'émission Intervilles sur RTF Télévision.

## Séries télévisées

### États-Unis
- 19 septembre : diffusion du premier épisode du Virginien sur NBC.
- 23 septembre : diffusion du premier épisode des Jetson sur ABC
- 1er octobre : diffusion du premier épisode de L'Extravagante Lucie sur CBS
- 2 octobre : diffusion du premier épisode de Combat ! sur ABC
- 11 octobre : diffusion du premier épisode de Sur le pont, la marine ! sur ABC

### France
- 10 décembre : diffusion du premier épisode de Bonne nuit les petits en RTF (les 2 enfants étaient Mirabelle et Louis)

### Royaume-Uni
- 4 octobre : diffusion du premier épisode du Saint sur ITV

## Feuilletons télévisés

### France
- 7 avril : diffusion du premier épisode de La Belle et son fantôme sur RTF

## Principales naissances
- 22 janvier : Isabelle Nanty, Actrice et metteuse en scène française.
- 4 février : Michael Riley, acteur canadien.
- 6 avril : Alejandra Grepi, actrice espagnole.
- 2 mai : Mitzi Kapture, actrice américaine.
- 25 mai : Gilles Bouleau, journaliste français de télévision.
- 3 juillet : Deborah Duchene, actrice canadienne.
- 5 juillet : Philippe Vandel, chroniqueur de télévision et de radio français.
- 1er août : Mac Lesggy, animateur de télévision français.
- 5 août : Emmanuel Chain, journaliste, producteur de télévision et animateur français.
- 31 août : Mark L. Walberg, acteur américain.
- 2 septembre : Dominique Farrugia, humoriste français.
- 9 novembre : Teryl Rothery, actrice canadienne.
- 30 novembre : Gérard Vives, acteur et animateur de télévision français.
- 17 décembre : Christophe Hondelatte, journaliste français.

## Principaux décès
- 17 février : Joseph Kearns, acteur américain (° 12 février 1907).